# Elephantulus
Elephantulus é um gênero mamífero da família Macroscelididae.

## Espécies
11 espécies são reconhecidas:
- Elephantulus brachyrhynchus (A. Smith, 1826)
- Elephantulus edwardii (A. Smith, 1839)
- Elephantulus fuscipes (Thomas, 1894)
- Elephantulus fuscus (Peters, 1852)
- Elephantulus intufi (A. Smith, 1836)
- Elephantulus myurus Thomas & Schwann, 1906
- Elephantulus pilicaudus Smit, 2008
- Elephantulus rupestris (A. Smith, 1831)